# Jackie Christiansen
Jackie Tony Christiansen (født 5. marts 1977) er en dansk atlet som blev Paralympisk mester i kuglestød 2004, 2008 og 2012. Han var tidligere medlem i Esbjerg AF, er nu i Aarhus 1900.
Jackie Christiansen var som 17-årig i gang med en uddannelse som møbelsnedker i Roskilde, da han brækkede et ben under en fodboldkamp. På grund af en lægefejl endte det i koldbrand som gjorde at det venstre underben blev amputeret. Tre år senere tager han med på Dansk Handicap Idræts-Forbunds sportslejr for unge handicappede på La Santa Sport på Lanzarote og her opdager han at han er en talentfuld kuglestøder.
Jackie Christiansen forsøgte at kvalificere sig til de paralympiske lege i Sydney, 2000, men blev hindret i sine forberedelser da han i 1999 blev opereret for en diskusprolaps, og han havde derefter blot et halvt år til at kvalificere sig til de PL 2000. Til de tyske mesterskaber skulle han støde 13 meter, men stødte 12,98 og kom så alligevel med. Han satte med 13,22 personlig rekord i Sydney, det rakte til en sjetteplads.
Jackie Christiansen vandt guld i kuglestød og sølv i diskoskast ved de paralympiske lege i Athen, 2004, i klassen F44/46 . Han vandt også guld i kuglestød ved de paralympiske lege i Beijing, 2008, og satte med et stød på 17,89 (6,25 kg kugle) samtidigt ny verdensrekord i F44-klassen. Ved samme lejlighed vandt han atter sølv i diskoskast efter at han førte det meste af tiden, men måtte se sig slået i sidste kast af amerikaneren Jeremy Campbell. 
Han bar fanen ved det danske holds indmarch på det olympiske stadion i Beijing. 
Christiansen har også vundet tre europamesterskaber: 2003, 2005 og 2012, samt tre verdensmesterskaber: 2002, 2006 og 2011 i Christchurch, New Zealand, hvor han stødte kuglen ud på 17,79 og blev en suveræn vinder. Det var kun 10 centimeter kortere end hans egen verdensrekord. 
Ved de paralympiske lege i London, 2012 vandt han i klassen F42/44 for tredje gang i træk paralympisk guld i kuglestød 
Allerede i sit andet stød præsterede Jackie Christiansen sæsonens bedste stød og satte paralympisk rekord, da kuglen nåede ud på 17,87 meter. Det rakte til en førsteplads på det tidspunkt af konkurrencen, og han holdt føringen konkurrencen ud.
I det sjette og sidste forsøg forbedrede han sit resultat med et stød på 18,16. Guldmedaljen var den første danske medalje ved de paralympiske lege i London. Normalt skulle han også være blandt medaljefavoritterne i diskoskast, men en albueskade i december 2011 tvang ham til udelukkende at fokusere på kuglestød i London.
Jackie Christiansen har verdensrekorden i F44-klassen med 18,38 sat 21. august 2011 i Olomouc, Tjekkiet.
Jackie Christiansen vandt et par uger før rejsen til Beijing sølv på DM (for ikke handicappede) 1988, hvor han stødte 16,70, som er hans bedste resultat med den større 7,26 kg kugle.
Jackie Christiansen trænedes af Eg Gregersen og fra 2011 af Simon Stewart.
Jackie Christiansen er uddannet ortopædist. 

## Internationale mesterskaber for handicappede

### Paralympiske lege
- Guld 2012 Kuglestød 18,16
- Guld 2008 Kuglestød 17,89 VR-F44
- Sølv 2008 Diskoskast 53,69
- Guld 2004 Kuglestød 15,74
- Sølv 2004 Diskoskast 51,90

### Verdensmesterskaber
- Guld 2011 Kuglestød 17,79
- Guld 2006 Kuglestød 16,27
- Sølv 2006 Diskoskast 51,71
- Guld 2002 Kuglestød 14,69
- Sølv 2002 Diskoskast 47,26

### Europamesterskaber
- Guld 2012 Kuglestød 17,83
- Guld 2005 Kuglestød 17,47
- Sølv 2005 Diskoskast 51,99
- Guld 2003 Kuglestød 15,55
- Sølv 2003 Diskoskast 48,15
- Sølv 2001 Kuglestød 13,93
- Sølv 2001 Diskoskast 42,07

## Danske mesterskaber for ikke-handicappede
- Bronze 2015 Kuglestød 16,27
- Sølv 2009 Danmarksturneringen (DM for hold))
- Sølv 2008 Kuglestød 16,70

## Personlige rekorder
- Kuglestød (7,26 kg): 16,70 Østerbro Stadion 2. august 2008
- Kuglestød (6,25 kg): 18,38 Olomouc, Tjekkiet 21. august 2011 Verdensrekord

- Diskoskast (2 kg): 37,21 NRGi Arena, Aarhus 14 juni 2008
- Diskoskast (1,5 kg): 53,69 Beijing Nationalstadion 15. september 2008

## Anerkendelser
- Hans Just A/S Idrætspris 2002 og 2004
- Gunnar Nu Fonden 2005,
- Keep Living-prisen 2006, som uddeles i samarbejde mellem Dansk Handicap Idrætsforbund og Pressalit Care, og med prisen udnævnes samtidig Årets Handicapudøver.
- Gudmund Schacks Mindelegat 2006